# Maschio (meccanica)

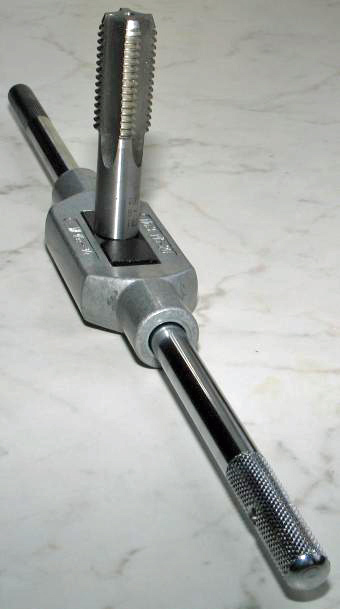
Maschio M20 montato su giramaschi a manubrio

Il maschio è un utensile per filettare che può adoperarsi a mano con il giramaschi oppure a macchina montato sul portamaschi. Intaglia filetti femmina all'interno dei fori per le madreviti e i dadi. L'operazione di creazione della filettatura, operata dal maschio, si chiama maschiatura.
Esiste in numerosi tipi e misure di cui le principali sono la metrica e l'imperiale, disponibili in confezioni singole oppure in coppie o in triplette di pari misura per lavori a mano oppure in serie completa in cassette combinate.

## Costruzione

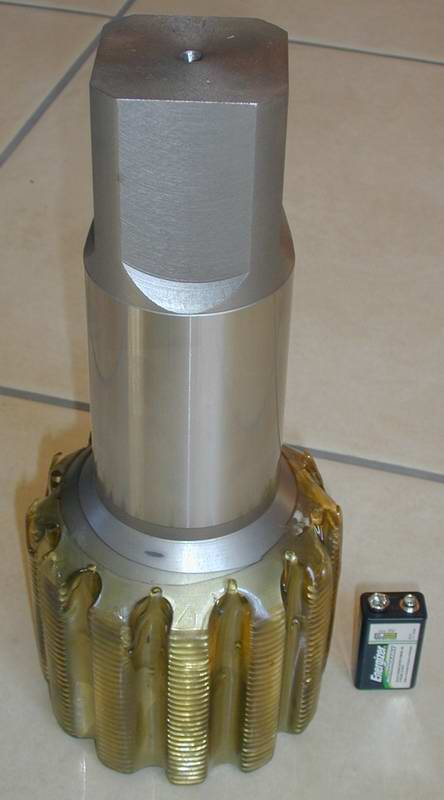
Maschio da 4.5" a passo 8 protetto da salvafiletti

È costituito da una barra cilindrica in acciaio su cui è ricavata l'elica tagliente in grado d'incidere il metallo della superficie del foro e creare così la madrevite. Il truciolo prodotto dal taglio viene scaricato dalle gole longitudinali che frammezzano l'elica, di solito in numero di tre o di quattro, o anche di più nel caso di maschi molto grandi.
Le gole hanno forma di scanalature, dritte oppure a elica. Le dritte sono adatte a impieghi generici, le eliche agevolano l'evacuazione posteriore e offrono finiture migliori sui materiali difficili da lavorare o che producono trucioli lunghi.
La parte frontale si chiama imbocco ed è rastremata per agevolare l'ingresso e l'impanatura dei taglienti nel materiale da filettare. L'imbocco è la parte vitale del maschio ed esegue la maggior parte del lavoro di taglio mentre i filetti posteriori assumono più che altro funzione di guida; il suo angolo di apertura determina lo spessore del truciolo. A seconda della lunghezza d'imbocco i maschi si classificano a imbocco corto oppure a imbocco lungo; i primi sono adatti per fori ciechi perché riescono a filettare sino a pochi millimetri dal fondo, i secondi sono più convenienti per i fori passanti poiché agevolano la penetrazione e l'impanatura e producono trucioli più fini e quindi facili da evacuare.
Per maschiature a passate multiple esistono due o più maschi chiamati sgrossatore, intermedio e rifinitore che differiscono per la cresta dell'elica e per il diametro dell'imbocco. Lo sgrossatore reca in prossimità del quadro un'incisione anulare, gli intermedi due o più incisioni anulari, il rifinitore nessuna.

### Elementi costitutivi
- Gambo: barra di acciaio cilindrica non filettata, serve per manovrare il maschio inserendosi nel giramaschi o nel mandrino.
- Elica: anche detta zona filettata, è il prosieguo del gambo e costituisce la parte tagliente che crea il filetto nel materiale da maschiare.
- Imbocco: tratto iniziale rastremato dell'elica, di forma a tronco di cono, che agevola la penetrazione e l'impanatura dei taglienti.
- Quadro: estremo posteriore del gambo lavorato a sezione quadrata per accoppiarsi rigidamente all'utensile di manovra; nei maschi per macchina il codolo può essere rinforzato.
- Spoglia d'imbocco: scarico rettificato dell'imbocco.
- Imbocco corretto: è una variante dell'imbocco classico e presenta affilatura sulla faccia di taglio.
- Gola: scanalatura tra due denti vicini dell'elica.
- Dorso: superficie tra due gole vicine.
- Dente: tagliente compreso tra due gole vicine.
- Centri: centro maschio e centro femmina, il primo giace sull'asse dalla parte dell'elica, il secondo giace sull'asse dalla parte del quadro ed è una svasatura di esigenza costruttiva.
- Spoglia frontale: angolo di spoglia dalla faccia tagliente rispetto al piano assiale, si misura in corrispondenza del diametro esterno.
- Spoglia dorsale: scarico ottenuto per rettifica della parte dorsale, esiste solo sui maschi rettificati.

### Processo produttivo
Si parte da una barra cilindrica in acciaio, di solito acciaio rapido UNI 2955: UC110, U115W, U100CM4 che a fine lavorazione verrà temprato con raffreddamento finale in acqua a 20-25 °C. I parametri essenziali per la costruzione sono il tipo di filetto (metrico, Whitworth, ecc.), lo spessore delle labbra taglienti, il numero dei denti, il diametro del fondo e il raggio del fondo delle gole. In base a questi dati di partenza si opera la scelta della fresa madre a bodino e si procede con il processo costruttivo:
- taglio della barra cilindrica alle dimensioni volute
- fucinatura della testa
- tornitura del corpo
- filettatura (eseguita di solito sulla fresatrice)
- smussatura dei filetti taglienti
- fresatura delle gole
- spogliatura dei filetti smussati
- tempra
- rifinitura

La lavorazione più critica è la filettatura dei taglienti, operata di solito con frese a profilo semicircolare poiché riescono a produrre taglienti uguali su ambo le labbra.
La caratteristica principale che ne determina le capacità di taglio in relazione al materiale cui è destinato è l'angolo di spoglia: il dorso dei denti taglienti può spogliarsi lungo l'intero profilo, di solito si preferisce contenere la spoglia entro il centesimo di millimetro per agevolare le successive riaffilature.

## Impiego

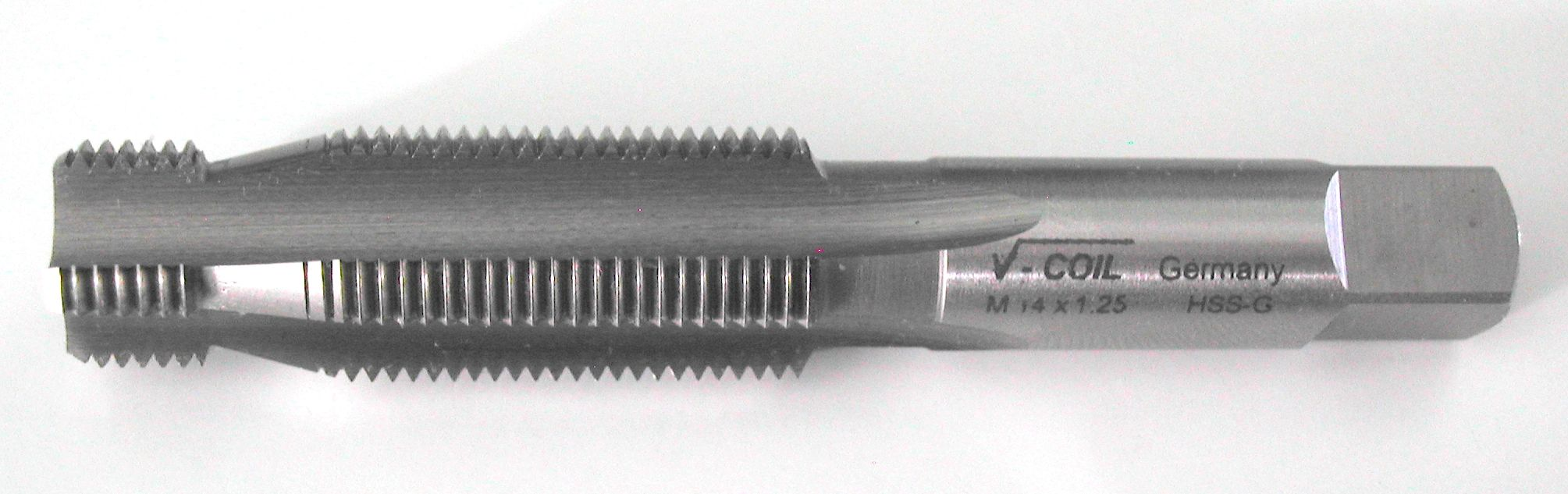
Maschio M16x1.25 pilot nose per maschiatura combinata

L'operazione di filettatura eseguita con il maschio si chiama maschiatura. La scelta dell'utensile dipende dal genere di filettatura che si vuol ottenere, dal materiale e dal tipo di foro (cieco oppure passante). Per gli helicoil esistono maschi speciali chiamati pilot nose o anche a maschiatura combinata che permettono di maggiorare un foro filettato già esistente creandovi il nuovo filetto per accogliere l'helicoil. La parte anteriore di questi maschi è una vite che s'impana nel vecchio filetto e aiuta la penetrazione dei taglienti garantendo la coassialità; gli spigoli generatori del cono che unisce il filetto d'imbocco all'elica sono taglienti e allargano il diametro del foro; infine l'elica tagliente crea il nuovo filetto per l'helicoil. In alcune varianti la parte anteriore è a guisa di punta per foratura anziché di vite.

### Scelta del maschio

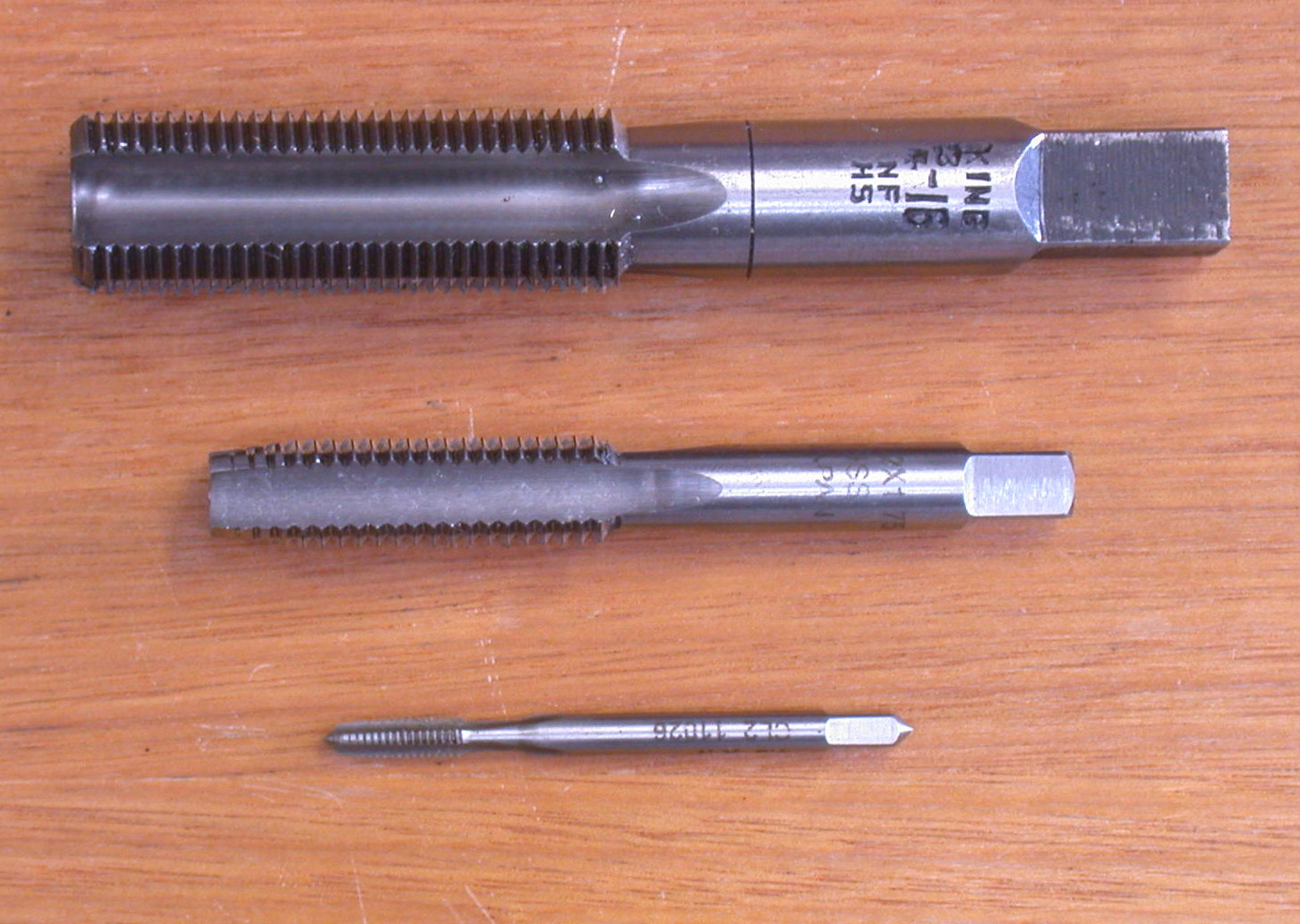
Maschi creatori

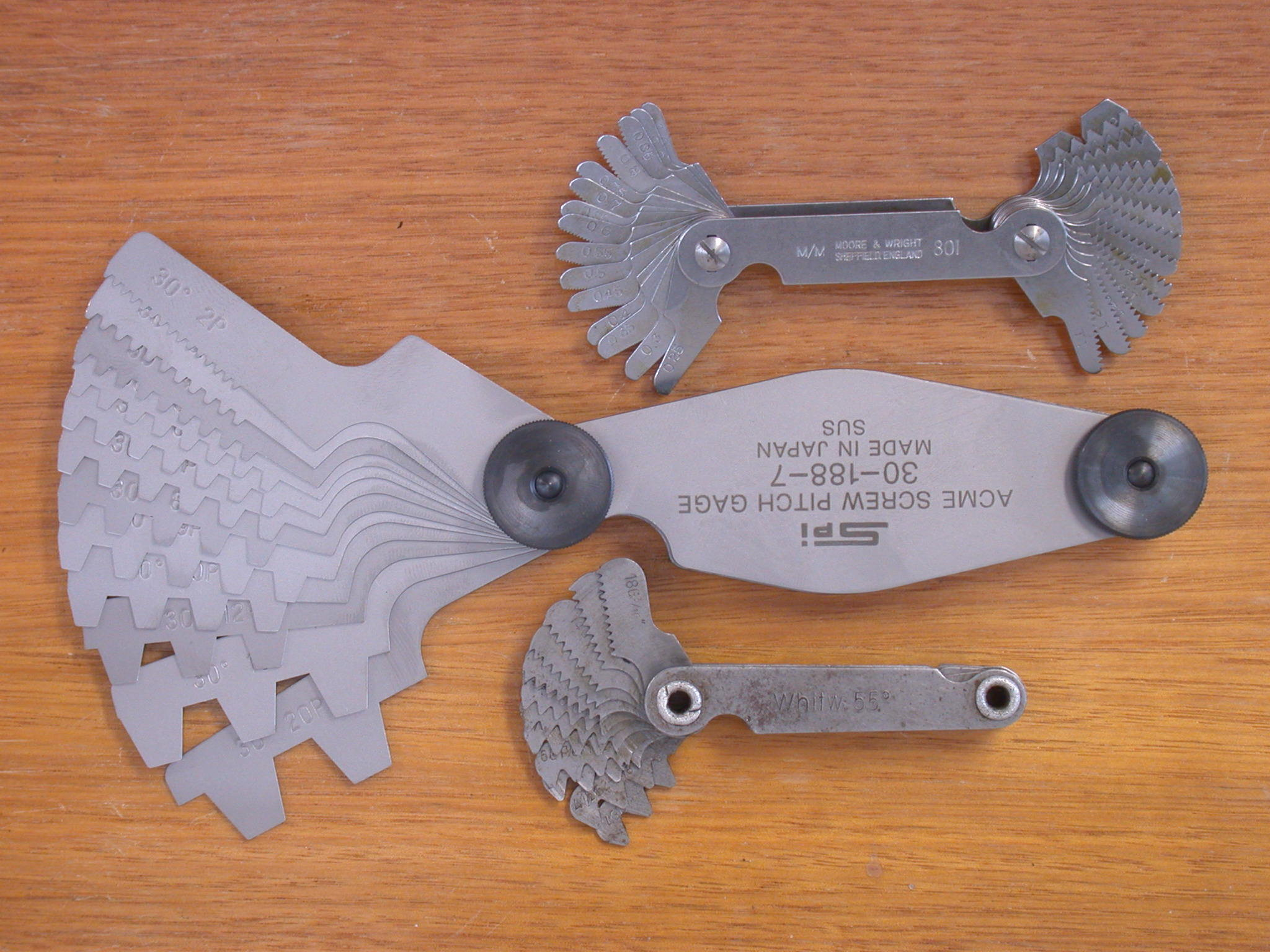
Contafiletti

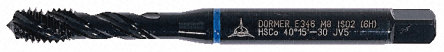
Maschio M8 per acciaio inox, si notano le gole a elica e l'anello blu

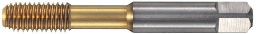
Maschio per rifollatura, si nota l'assenza delle gole

La scelta consegue dal tipo di esecuzione della maschiatura, dal materiale e foro (profondità o spessore), dalle dimensioni massime del truciolo che si produce durante il lavoro e dall'eventuale disimpegno rapido a fine maschiatura. I maschi per filettare a mano sono diversi da quelli per filettare a macchina. Per fori ciechi si usano imbocchi corti, per fori passanti imbocchi lungi che permettono attacchi meno aggressivi, per spessori sottili sono indicati i maschi a rullare che creano lo schiacciamento del materiale alle pareti allungando di poco la superficie filetta, si aumenta la velocità di maschiatura per ottenere una deformazione plastica del materiale, sconsigliati per materiali con una bassa deformazione plastica e fori profondi per ovvi problemi meccanici. Se il truciolo deve evacuare dal lato di uscita del foro si usano maschi con elica sinistrosa, se invece deve evacuare dal lato di entrata conviene orientarsi verso eliche destrorse; viceversa nel caso di filettature antiorarie. Per il disimpegno rapido su macchina possono impiegarsi maschi a scatto e ad espansione.
Se il passo della filettatura che si vuol creare per accogliere la vite non è noto dalle caratteristiche di quest'ultima, è possibile misurarlo con il contafiletti: la misura avviene per tentativi cercando quale lamina del contafiletti si adatta alla filettatura della vite. Il valore del passo è stampigliato sulle lamine.
Per l'acciaio duro conviene usare maschi con angolo di spoglia tra i 5° e i 10°, per la ghisa e l'acciaio dolce 10°-15°, per il rame e l'alluminio o le leghe leggere 20°-25°; bronzo e ottone si filettano con maschi a taglienti radiali, cioè con angolo di spoglia di 0°.
Quando la perfezione della filettatura è importante conviene orientarsi sui maschi specifici con geometria di taglio ottimizzata per il materiale cui sono destinati, distinguibili da un anello colorato inciso sul gambo dalla parte dell'elica. Di solito sono prodotti in acciaio rapido al cobalto (HSCo).
Nei casi dove la produzione di truciolo è inaccettabile e se il materiale da maschiare ha caratteristiche opportune, tra cui resistenza alla trazione non superiore ai 1200 N/mm² e modulo di elongazione non inferiore al 10%, possono impiegarsi speciali maschi per macchina in grado di filettare per rifollatura plastica del materiale anziché per azione di taglio. Questi maschi sono privi di gole poiché non generano truciolo. Il corretto diametro del foro da rifollare è della massima importanza e si ricava da specifiche tabelle.
Scelte sbagliate o taglienti non affilati o lubrificazione inadeguata portano a inconvenienti gravi tra cui velocità di maschiatura impropria, utensile inadatto, diametro di foratura inadeguato, usura precoce, eccesso di truciolo non evacuabile. Questo si ripercuote sulla bontà della filettatura che può risultare obliqua o spanata e può sfociare nella rottura del maschio. Un maschio spezzato è quasi impossibile da estrarre e costringe a sostituire il pezzo in lavorazione (di solito se il pezzo ha basso valore intrinseco), a fresare il moncone usando speciali frese diamantate oppure a forare il maschio con appositi trapani a elettroerosione che non hanno parti in movimento e funzionano grazie a scariche elettriche che sbriciolano il maschio all'interno del foro, senza applicare forze meccaniche, anche per diametri modesti (2 o 3 mm) e profondità elevate (anche oltre 200 mm).
Alcune marche distinguono con i colori degli anelli le classi di materiale lavorabile, tuttavia manca una normativa che unifichi questi codici.
Per i dettagli riguardo agli intervalli di resistenza alla trazione e di durezza cui il maschio è adeguato consultare le tabelle fornite dai costruttori.

### Maschiatura a mano

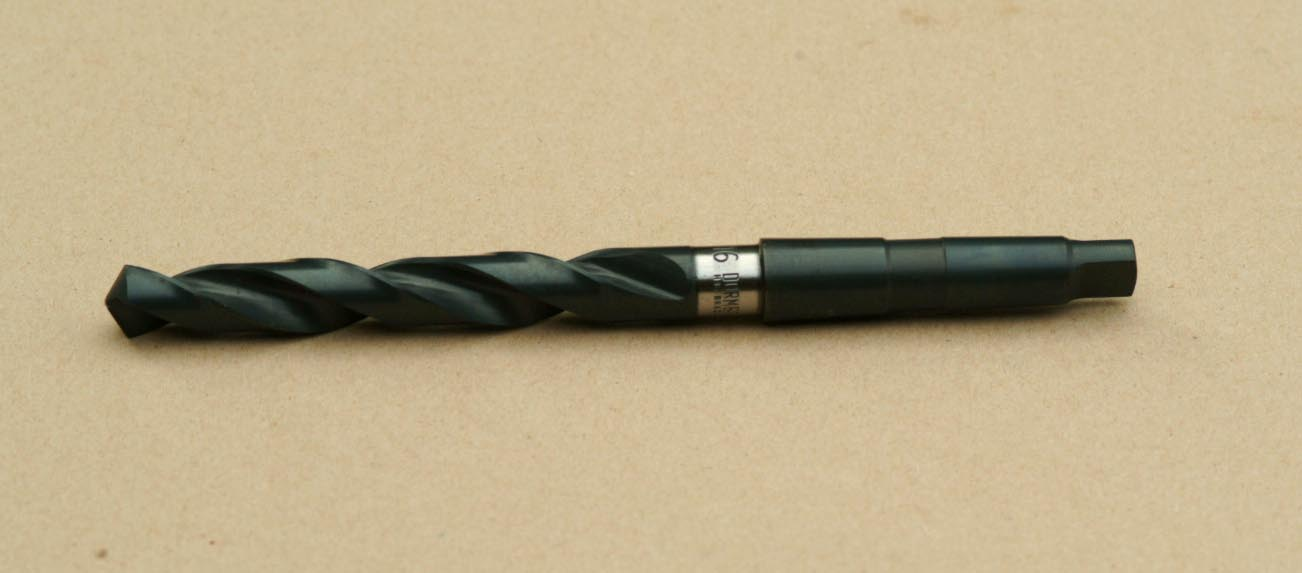
Punta per ferro

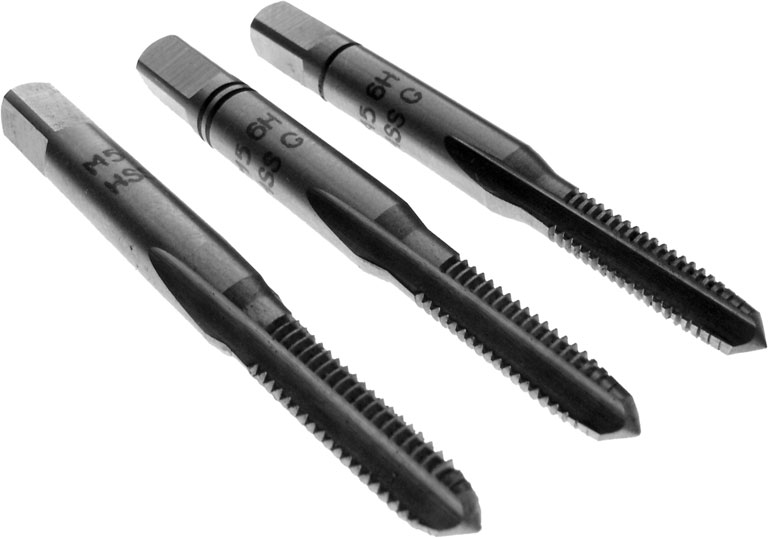
Tripletta di maschi M5 a mano, si notano gli anelli identificativi dello sgrossatore e dell'intermedio

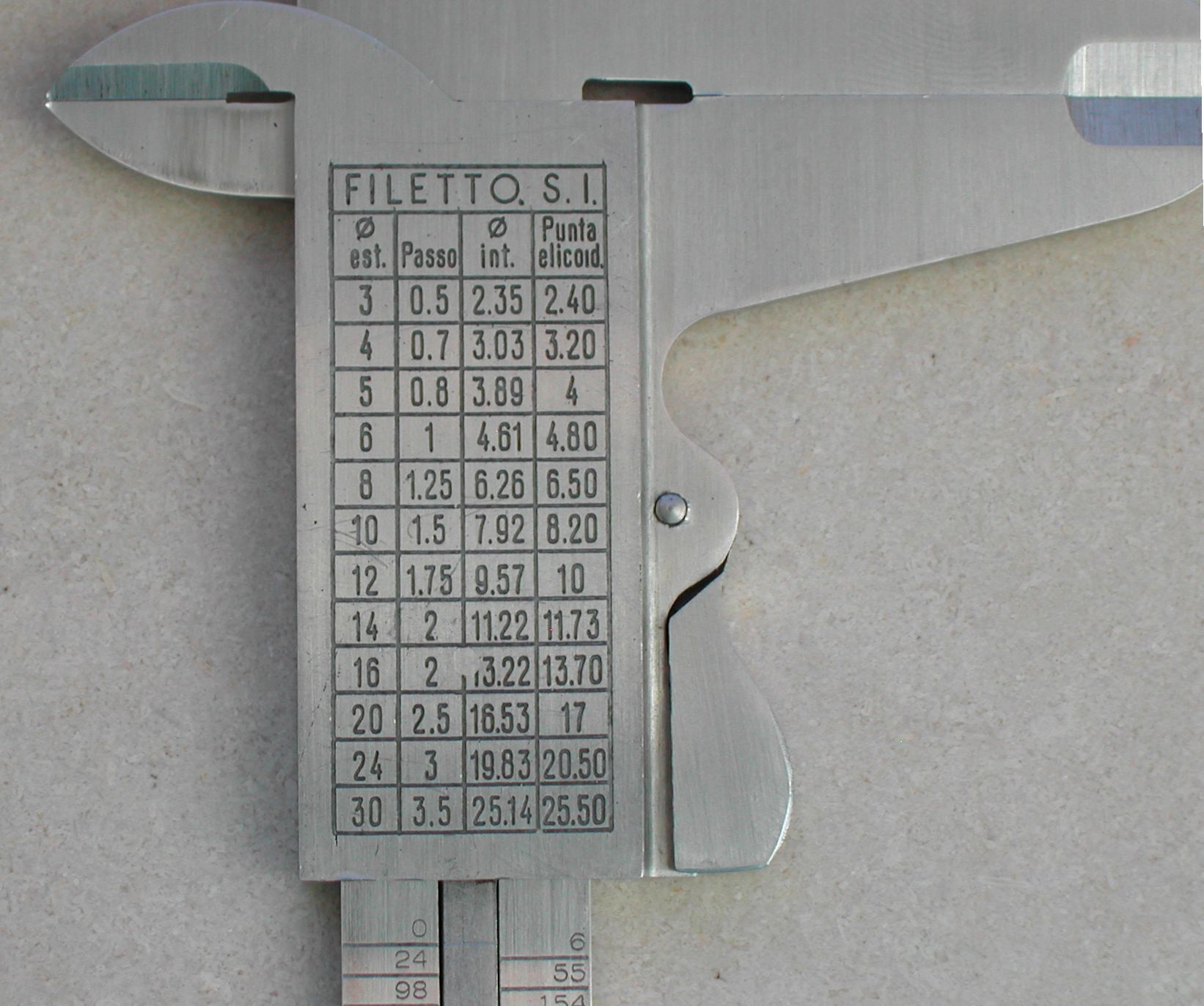
Tabella per filettature, stampigliata sul retro del calibro a corsoio

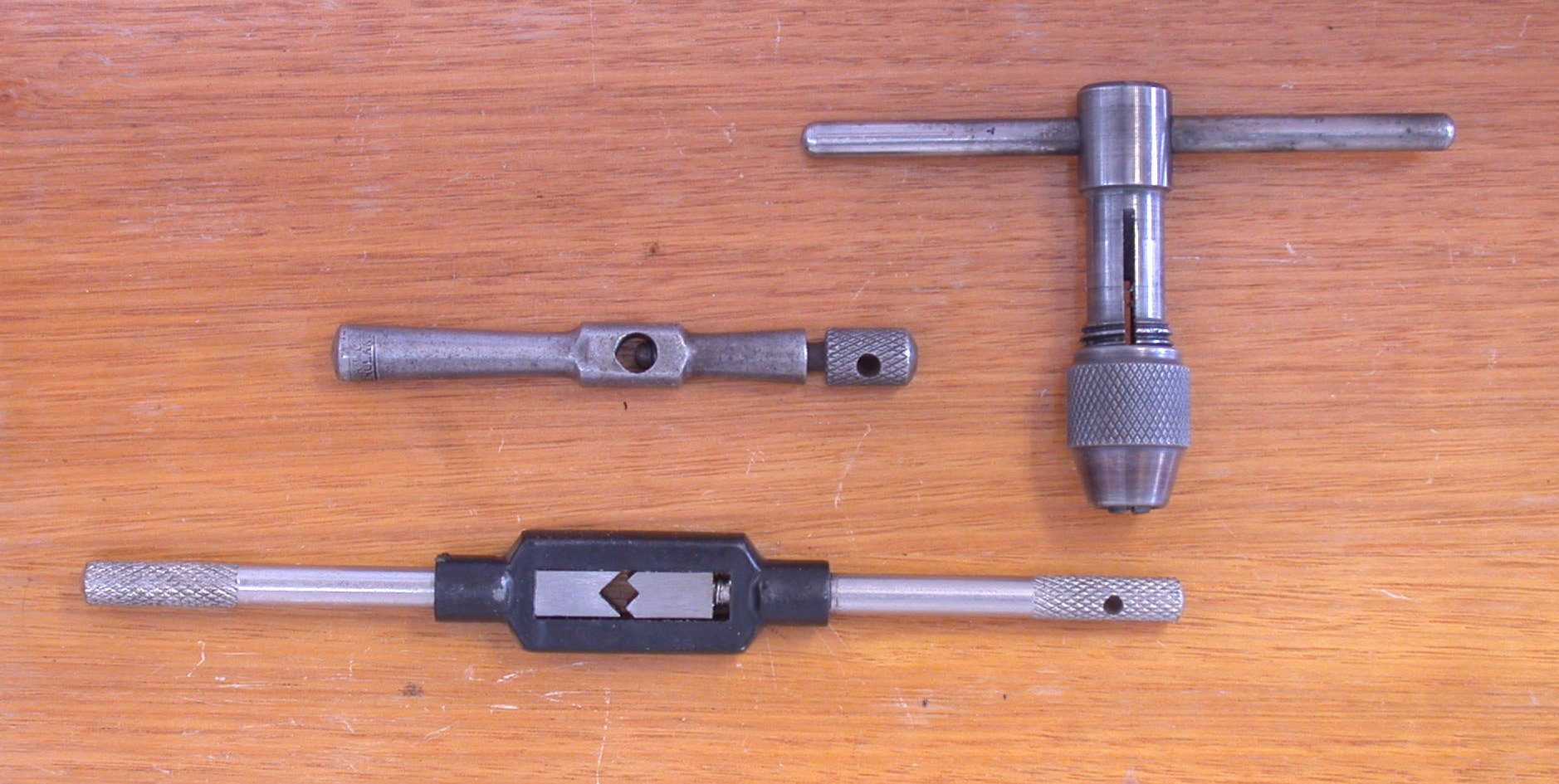
Giramaschi

Si usano di solito tre maschi di pari misura che differiscono per la cresta dell'elica e per il diametro dell'imbocco: lo sgrossatore, l'intermedio e il rifinitore, in ordine di passata. Per passi fini si possono usare solo lo sgrossatore e il rifinitore, per passi molto lunghi esistono diverse misure d'intermedi e le passate necessarie possono diventare numerose. Importante è la lubrificazione in fase di maschiatura: a seconda del materiale converrà usare lubrificanti adatti, per esempio olio da taglio per l'acciaio e petrolio per la ghisa; l'ottone si può lavorare a secco oppure con un po' di olio emulsionabile. In mancanza dello specifico lubrificante e per lavori non impegnativi si può ricorrere a ripieghi casalinghi come l'olio comune per l'acciaio, le soluzioni saponose per la ghisa, l'acqua saponata per l'alluminio.
Si comincia forando il pezzo con una punta di opportuno diametro ricavabile da tabelle a seconda della misura e del tipo della filettatura; per misure medio-piccole si può ricorrere alla tabella stampigliata sul retro dei calibri a corsoio. In mancanza di tabelle e per filettature non troppo pretenziose si può calcolare il diametro del foro moltiplicando per 0,8 quello nominale del filetto da farsi. Se la punta della giusta misura non fosse disponibile converrà usare quella di misura superiore, mai inferiore, purché la differenza sia di pochi decimi di millimetro. Se il materiale da maschiare è di notevole durezza conviene agevolare l'ingresso del maschio praticando sull'imboccatura del foro una lieve svasatura di diametro pari a quello nominale del filetto. A questo punto si serra il pezzo nella morsa e dopo aver accomodato il maschio sgrossatore all'imboccatura si controlla la sua coassialità con l'asse del foro e si procede ruotando lentamente il giramaschi applicando al contempo una forza longitudinale di spinta per favorire l'impanatura. Per tutta l'operazione il maschio deve restare coassiale al foro, eventuali disallineamenti portano a filettature inclinate o anche alla rottura dell'utensile. Di tanto in tanto è comodo ruotare di qualche giro al contrario per agevolare l'evacuazione del truciolo e lo scarico. Conclusa la passata con lo sgrossatore si procede analogamente con l'intermedio e poi con il rifinitore. In mancanza del giramaschi e per lavori poco pretenziosi si può manovrare il maschio con una comune chiave.
A lavoro ultimato si ripulisce il foro con aria compressa accertandosi di eliminare ogni residuo di truciolo.

### Maschiatura a macchina
Maschiare a macchina è facile e rapido ed è l'unica strada percorribile nella vasta produzione. Si usa un solo maschio per ogni misura di filetto anziché i tre o più necessari a mano, grazie alla maggior forza e migliore stabilità che la maschiatrice offre rispetto alla mano dell'uomo. Si distinguono però maschi a gambo lungo, medio e corto e per fori ciechi o passanti, e l'imbocco comprende più filetti. L'utensile si monta sul mandrino portamaschi che grazie al meccanismo di controllo della coppia assicura di non superare il momento torcente adatto al maschio e al materiale in lavorazione. La velocità di taglio deve regolarsi in rapporto alle dimensioni del filetto e al materiale: a titolo indicativo varia dai 4 ai 6 metri al minuto per gli acciai duri, dai 12 ai 16 per gli acciai dolci, dai 12 ai 14 per le ghise, dai 14 ai 24 per il bronzo e l'ottone. La lubrificazione è molto importante e a seconda del materiale converrà usare lubrificanti diversi oppure l'olio da taglio.
Per i materiali ad alto coefficiente di attrito conviene impiegare maschi a filetto interrotto, i cui dorsi recano alternativamente i denti pari o i denti dispari. Ciò aumenta gli interspazi fra i denti a agevola il passaggio del lubrificante verso i taglienti.

### Tabelle per la foratura e la lubrificazione
Diametri di foratura per alcune misure imperiali e metriche di maschi a passo fine per acciaio ghisa e bronzo:
| Maschi imperiali                                               | Maschi imperiali | Maschi imperiali   | Maschi imperiali    |
| Maschio                                                        | Punta imperiale  | Numero della punta | Lettera della punta |
| -------------------------------------------------------------- | ---------------- | ------------------ | ------------------- |
| 0-80                                                           | 3/64             | -                  | -                   |
| 1-64                                                           | -                | 53                 | -                   |
| 2-56                                                           | -                | 50                 | -                   |
| 3-48                                                           | -                | 47                 | -                   |
| 4-40                                                           | 3/32             | 43                 | -                   |
| 5-40                                                           | -                | 38                 | -                   |
| 6-32                                                           | 7/64             | 35                 | -                   |
| 8-32                                                           | -                | 29                 | -                   |
| 10-24                                                          | 5/32             | 25                 | -                   |
| 10-32                                                          | 5/32             | 21                 | -                   |
| 12-24                                                          | 11/64            | 16                 | -                   |
| 1/4-20                                                         | 13/64            | 7                  | -                   |
| 1/4-28                                                         | 7/32             | 3                  | -                   |
| 5/16-18                                                        | 17/64            | -                  | F                   |
| 5/16-24                                                        | -                | -                  | I                   |
| 3/8-16                                                         | 5/16             | -                  | -                   |
| 3/8-24                                                         | 21/64            | -                  | Q                   |
| 7/16-14                                                        | 23/64            | -                  | U                   |
| 7/16-20                                                        | 25/64            | -                  | -                   |
| 1/2-13                                                         | 27/64            | -                  | -                   |
| 1/2-20                                                         | 29/64            | -                  | -                   |
| 9/16-12                                                        | 31/64            | -                  | -                   |
| 9/16-18                                                        | 33/64            | -                  | -                   |
| 5/8-11                                                         | 17/32            | -                  | -                   |
| 5/8-18                                                         | 37/64            | -                  | -                   |
| 3/4-10                                                         | 21/32            | -                  | -                   |
| 3/4-16                                                         | 11/16            | -                  | -                   |
| Diametro del foro riferito al 75% della profondità del filetto |                  |                    |                     |

| Maschi metrici                                                 | Maschi metrici | Maschi metrici  |
| Maschio                                                        | Punta metrica  | Punta imperiale |
| -------------------------------------------------------------- | -------------- | --------------- |
| M3 × 0,5                                                       | 2,5 mm         | -               |
| M4 × 0,7                                                       | 3,3 mm         | -               |
| M5 × 0,8                                                       | 4,3 mm         | -               |
| M6 × 1,0                                                       | 5,2 mm         | -               |
| M7 × 1,0                                                       | 6,1 mm         | 15/64           |
| M8 × 1,25                                                      | 6,9 mm         | 17/64           |
| M8 × 1,0                                                       | 7,1 mm         | -               |
| M10 × 1,5                                                      | 8,7 mm         | -               |
| M10 × 1,25                                                     | 8,9 mm         | 11/32           |
| M10 × 1,0                                                      | 9,1 mm         | -               |
| M12 × 1,75                                                     | 10,5 mm        | -               |
| M12 × 1,5                                                      | 10,7 mm        | 27/64           |
| M14 × 2,0                                                      | 12,2 mm        | -               |
| M14 × 1,5                                                      | 12,7 mm        | -               |
| M16 × 2,0                                                      | 14,2 mm        | 35/64           |
| M16 × 1,5                                                      | 14,7 mm        | -               |
| Diametro del foro riferito al 75% della profondità del filetto |                |                 |

| Materiale            | Lubrificante                      |
| -------------------- | --------------------------------- |
| acciaio              | olio combustibile                 |
| acciaio per utensili | olio fosforoso                    |
| alluminio            | olio emulsionabile                |
| bronzo               | olio di colza, olio emulsionabile |
| duralluminio         | olio emulsionabile                |
| ghisa                | secco, emulsione                  |
| ottone               | a secco                           |
| rame                 | olio emulsionabile                |

## Manutenzione

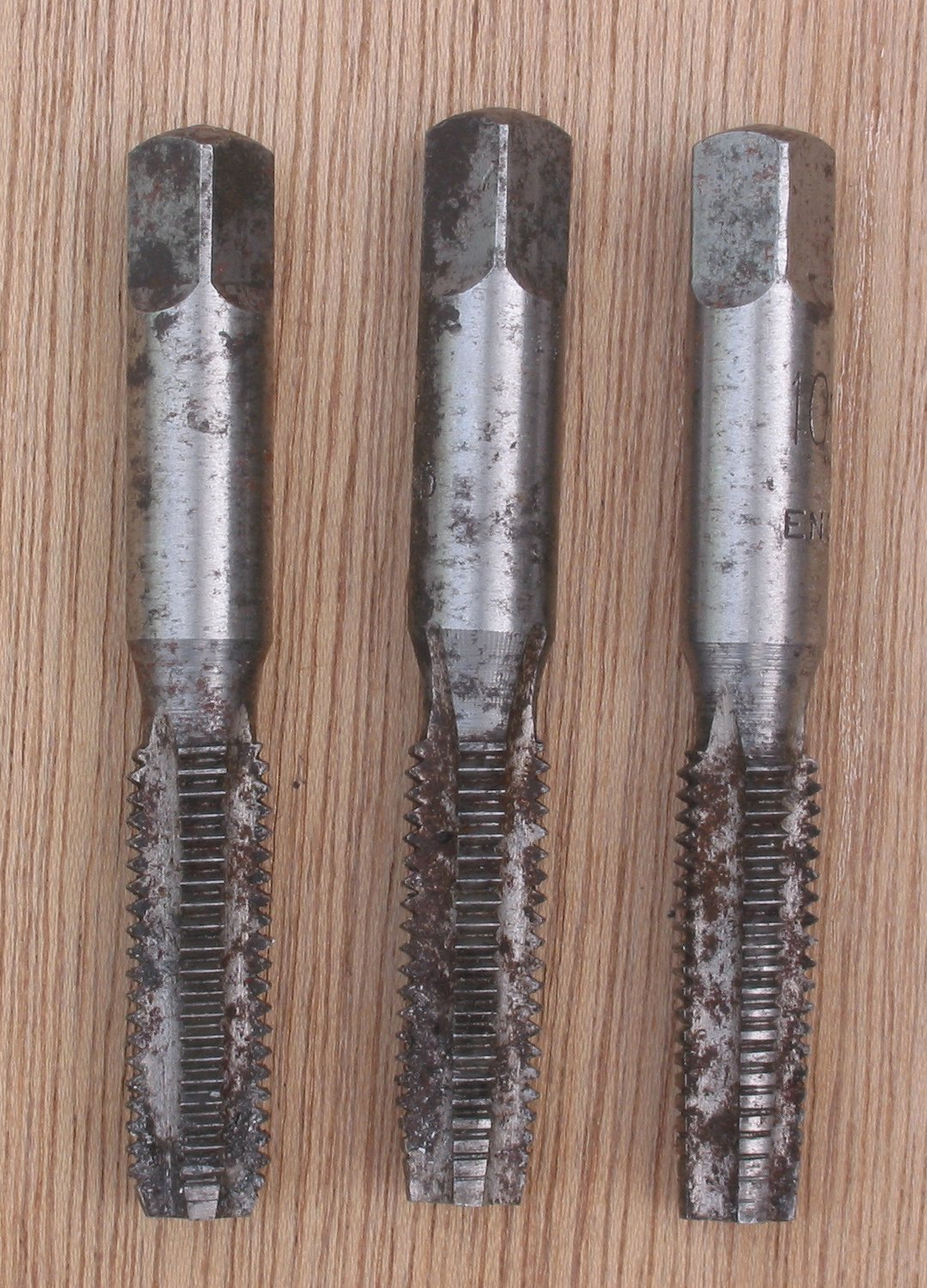
Maschi rovinati

A lavoro ultimato si pulisce il maschio con aria compressa e lo si ripone nella custodia o nella cassettiera. A fine giornata conviene ripulire bene con aria compressa e con uno spazzolino a setole morbide ogni maschio usato, indi riporli nelle custodie con l'accortezza di avvolgerli in un velo d'olio che li protegga dalla ruggine. In presenza di morchie o incrostazioni immergerli per qualche minuto in un bagno di petrolio bianco o di benzina oppure stenderlo con un pennello, poi pulirli accuratamente con lo spazzolino, asciugarli bene con l'aria compressa e ungerli con olio pulito. Nel malaugurato caso d'incrostazioni persistenti si può tentare con uno spazzolino di ottone.
Dopo uso prolungato o impiego su materiali molto duri è necessario riaffilare i taglienti. Gli intervalli di riaffilatura si ottengono da tabelle.
La figura mostra alcuni maschi molto rovinati e con tracce di ruggine, probabilmente a causa di uso maldestro e di pessima o nulla manutenzione.